# Fernando Guallar
Fernando Guallar, född 7 mars 1989 i Córdoba, är en spansk sångare och skådespelare.
Guallar har bland annat medverkat i filmen Kärlek vägg i vägg där han spelar en av huvudrollerna. Han har även medverkat i TV-serien Segunda muerte.

## Filmografi (i urval)
- 2024 – Segunda muerte (TV-serie)
- 2024 – Kärlek vägg i vägg